# Nikolaos Kasomoulis

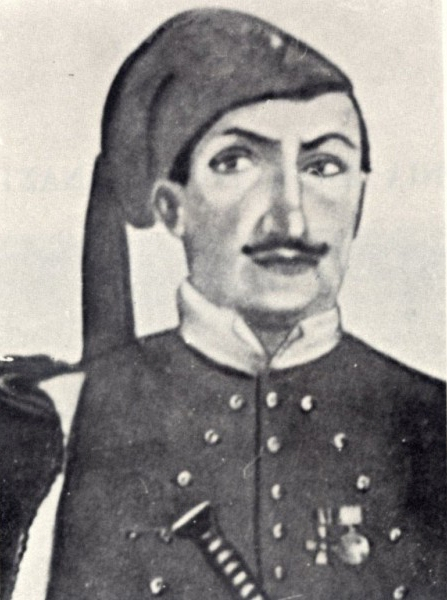
Nikolaos Kasomoulis

Nikolaos K. Kasomoulis (griechisch: Νικόλαος Κ. Κασομούλης; * 1795 oder 1792 in Siatista, Kozani (anderen Quellen nach in Pisoderi, Florina); † 20. August 1872 in Stylida, Fthiotida) war ein griechischer Historiker und Freiheitskämpfer zu Zeiten der Griechischen Revolution. Seine umfangreichen Memoiren zählen zu den wichtigsten Werken zur Erforschung des Griechischen Unabhängigkeitskrieges von 1821.

## Frühes Leben
Nikolaos hatte einen aromunischen Hintergrund. Er ist in Siatista aufgewachsen, seine Mutter Sultana kam aus Vlasti und war die Nichte von Giannis Pharmakis. Im Alter von zwölf Jahren verbrachte Kasomoulis mindestens ein Jahr in Tsartsina. Als Jugendlicher begleitete er seinen Vater oft nach Serres. Sein Vater Konstantinos Kasomoulis, ein Kaufmann, Kotzabaside und Gouverneur, hatte einige seiner Betriebe nach Serres verlegt, um sein Geschäft zu erweitern. Nikolaos zog bald dorthin, um die Leitung der Geschäfte zu übernehmen.
Im Alter von 20 Jahren reiste er nach Ägypten für die Geschäfte seines Vaters. Auf dem Rückweg hielt er in Smyrna an, wo er in die Filiki Eteria eingeweiht wurde und auf den späteren Patriarchen von Konstantinopel, Chrysanthos I. traf. Danach kehrte er nach Serres zurück und weihte seine älteren Brüder Georgios, Dimitrios und Ioannis ebenfalls in den Geheimbund ein.

## Beteiligung an der Griechischen Revolution

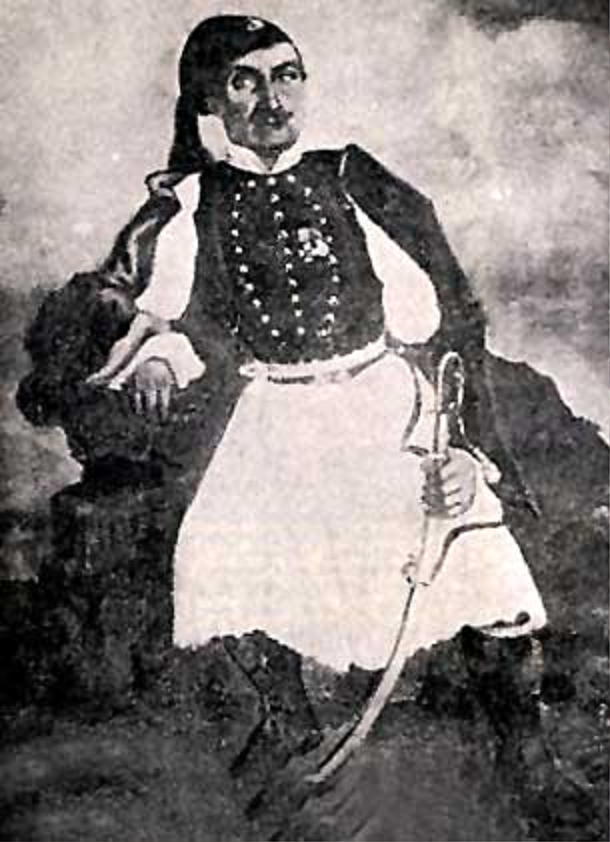
Nikolaos Kasomoulis

Als ein Jahr später die griechische Revolution ausbrach, gab Nikolaos Kasomoulis seine Geschäfte auf und beteiligte sich an Operationen in Makedonien, ab Februar 1821 am Olymp (bei denen er mit Diamantis Olympios einer der Hauptorganisatoren war) und auf der Chalkidiki, in Zusammenarbeit mit dem Oberbefehlshaber (Diamantis Nikolaou) ebendieser, gegen die Osmanen.
Kasomoulis hegte zusammen mit seinen Kompanen einen weiteren Vorstoß zum Vermio. Nach dem schellen Scheitern dieser Operationen durch Einsatz von Muhammad Abu Nabbut (Gouverneur von Thessaloniki) floh er in die Gegend von Aspropotamos und wurde der Gehilfe oder Grammatikus des Kapetan Nikolaos Stournaris, dem er in die Schlachten folgte. Sein Vater war eines der 5000 Opfer des Massakers von Naousa, welches im April 1822 von den Türken verübt wurde. Nach diesem Ereignis, und dem Scheitern der Revolution in Makedonien, machte sich Kasomoulis auf den Weg in Richtung Süden, nach Thessalien und dem Peloponnes, um sich dort mit den griechischen Streitkräften zu vereinen, bevor er 1826 an der dritten Belagerung von Mesolongi teilnahm und diese beim Exodus überlebte, jedoch nicht sein Bruder Dimitrios.
In seinen Memoiren weist auf die internen Meinungsverschiedenheiten hin, die im osmanischen Lager entstanden waren während der Belagerung und zu Spannungen sowie zum endgültigen Abzug einer großen Zahl von Ghegs (Nordalbanern) unter Haci Bey Mahmud Yakovali führten. Anschließend kämpfte er nach der Flucht aus Mesolongi in der Nähe von Georgios Karaiskakis (teilweise auch in Zusammenarbeit) in Attika. Mit ebendiesem und Tousas Botsaris sowie einigen anderen kämpfte Kasomoulis am 4. März 1827 bei der Schlacht von Keratsini, welche erfolgreich verlief. Im Laufe der Revolution trat Kasomoulis außerdem mit Papaflessas und Theodoros Kolokotronis in Kontakt.

## Nach der Revolution
Kasomoulis hatte nach der Revolution und mit der Gründung des griechischen Staates, sowohl unter Ioannis Kapodistrias als auch unter Otto I. zahlreiche militärische Positionen inne. Er beteiligte sich schließlich an der Niederschlagung der Aufstände von 1836 in Ätololien-Akarnanien, bei denen sein Bruder Georgios, der als Leutnant diente, getötet wurde.
Im Laufe der Jahre trat er in Opposition zu König Otto I.  Obwohl Kasomoulis als General Bekanntheit erlangte, wurde er aufgrund seiner Opposition gegen Otto I. mit dem Rang eines Obersten der königlichen Phalanx in den Ruhestand versetzt. Otto I. bestrafte ihn, indem er ihn in der Militärhierarchie um zwei Ränge zurückstufte und ihn zusätzlich für zwei Jahre suspendierte, was mit Gehaltseinbußen einherging. In dieser Zeit schrieb Kasomoulis an seinen Memoiren. Im hohen Alter ließ sich Nikolaos Kasomoulis in Stylida nieder, wo er am 20. August 1872 starb.

## Vermächtnis

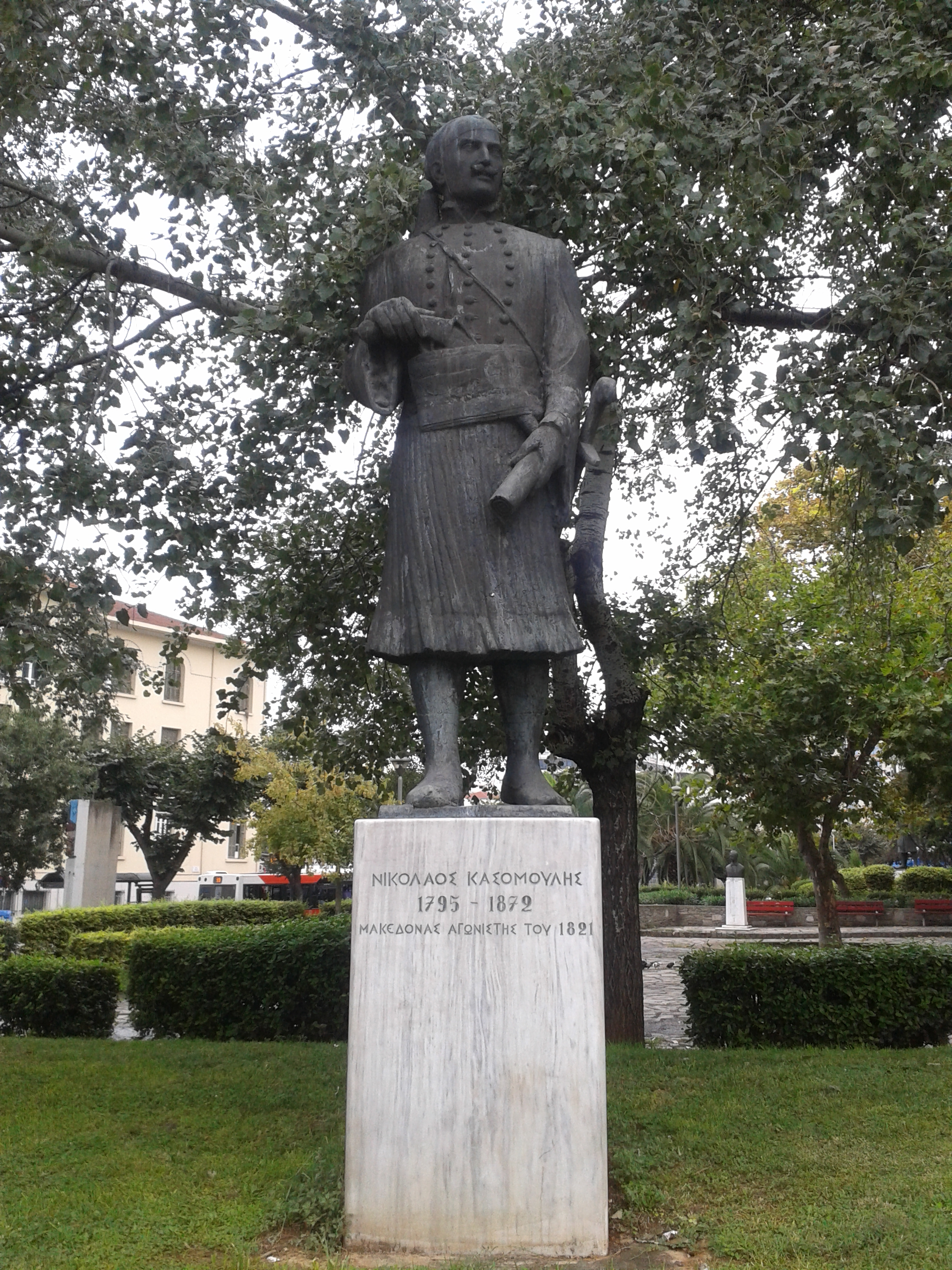
Nikolaos Kasomoulis´ Statue in Thessaloniki

Kasomoulis ist trotz seiner aktiven Teilnahme an der Revolution und all seiner Ämter vor allem für seine Memoiren über den griechischen Unabhängigkeitskrieg bekannt, die ursprünglich 1832 verfasst und 1841 oder 1842 fertiggestellt wurden. Im Jahr 1861 fügte Kasomoulis eine Geschichte der Armatolen (Armatoloi) hinzu und markierte damit den ersten Versuch einer umfassenden historischen Ressource über den griechischen Unabhängigkeitskrieg, welche insgesamt 2701 handgeschriebene Seiten enthält.
Seine handschriftlichen Memoiren mit dem Titel „Militärerinnerungen an den griechischen Aufstand 1821–1833“ wurden, viele Jahre nach seinem Tod, 1939 in drei Bänden unter dem Titel "Archives of Modern Greek History, Nikolaos K. Kasomoulis Fighter of 1821" von dem Historiker und Schriftsteller Giannis Vlachogiannis (1867–1945) veröffentlicht. Der erste Band erschien 1939, der zweite 1940 und der dritte 1942. Dieses auf Kasomoulis fundierte Werk ist historiographisch zweifellos von besonderem Wert, denn zusätzlich zu den verschiedenen historischen Informationen, die es uns liefert, beschreibt es getreu die Belagerung und den Exodus von Mesolongi sowie die Kämpfe und den Tod von Karaiskakis. Er beschreibt auch detailliert die kapodistrische Zeit bis 1833. Ebenfalls dokumentiert Kasomoulis‘ Werk (im ersten Band) die unbekannte Geschichte des Armatolismus in den vorrevolutionären Jahren, hauptsächlich in Nordgriechenland.
Außerdem inkludiert er in seinen Schriften die Genealogie von fast zwanzig Armatolenfamilien, welche sich bis zu dem späten 17. Jahrhundert ausdehnt, als die Heilige Liga das Osmanische Reich zu tiefen Veränderungen in der militärischen Institution der armatolık zwang. Mithin lässt Kasomoulis tiefer in die Geschichte von Militärfamilien blicken, welche in Europa lange Zeit eine zentrale Rolle vertraten. In seinem Tagebuch berichtet er darüber hinaus ausführlich über die Niederschlagung der Aufstände von 1836. Weiterhin lässt sich aus seinen Schriften Einsicht in das politische und soziale Leben der (vor-)revolutionären Griechen nehmen.
Gemäß dem griechischen Literaturwissenschaftler und Neogräzist Konstantinos Dimaras, sollen die originalen Manuskripte von Kasomoulis schwer zu lesen sein, da Kasomoulis kaum eine formale Bildung besaß und nur über das nötigste Wissen verfügte, um etwas niederzuschreiben.